# Jonathan Edwards den yngre
Jonathan Edwards den yngre (født 26. maj 1745 i Northampton, Massachusetts, død 1. august 1801) var en amerikansk teolog. Han var søn af Jonathan Edwards den äldre.
Edwards havde et levnedsløb, der forunderligt lignede faderens, i det han 1795 af samme foranledning som denne blev nødt at levne sin menighed (i Whitehaven, hvor han havde virket siden 1769), derefter tilbragte nogle år i streng afskilthed og døde kort efter at have tiltrådt forstanderstillingen ved Union College i Schenectady i staten New York. Han udgav og tolkede flere af faderens skrifter, udgav 1797 selvstændigt A dissertation concerning liberty and necessity og gjorde sig et navn også som duelig indianfilolog. Hans samlede skrifter blev udgivne (2 band, 1842) af hans sønnesøn, teologen Tryon Edwards.